# Alexej Jaškin
Alexej Jaškin (* 22. července 1965 Krasnojarsk) je bývalý ruský a český hokejový obránce.

## Hráčská kariéra
S profesionálním hokejem začínal v týmu SKA Novosibirsk ve druhé sovětské nejvyšší lize. V nejvyšší sovětské lize začal hrát od sezóny 1988/1989 v týmu Chimik Voskresensk, se kterým se hned v první sezóně probojoval až do finále play off kdy skončili ve finálové skupině na druhém místě. V Chimiku hrál až do konce roku 1993 kdy odešel do Česka kde si vzal české občanství a podepsal smlouvu s týmem HC Zbrojovka Vsetín, který hrál nižší ligu. S týmem postoupili do nejvyšší ligy kdy s týmem vyhráli pět titulů mistra české extraligy za sebou a vytvořili rekord ligy. V sezóně 2000/01 vyhrál Vsetín šestý titul, byť Jaškin sezónu vynechal kvůii zranění. Ve Vsetíně hrál až do sezóny 2004/05, kdy v 51. kole v zápase proti HC Energie Karlovy Vary se rozloučil s domácím publikem po boku se svým starším synem Michailem Jaškinem, který nastoupil do zápasu jako 13letý hokejista a vytvořil rekord české extraligy, kdy se stal nejmladším hráčem její historie. Poslední dvě sezóny 2005/07 odehrál ve 3. nejvyšší lize v týmu HC Bobři Valašské Meziříčí, kde se potkal s bývalým spoluhráčem ze Vsetína Rostislavem Vlachem. V létě roku 2006 přijal nabídku stát se sportovním manažerem od svého bývalého týmu HC Vsetín.

## Zajímavosti
- Po 20. kole v sezóně 1997/98 odešel z týmu Rostislav Vlach, byl jmenován kapitánem týmu.
- 2006–2012 byl sportovní manažer klubu Valašský hokejový klub.
- 2012–2016 byl výkonný ředitel slovenského klubu HC Slovan Bratislava.

## Ocenění a úspěchy
- 1993 Postup s klubem TJ Zbrojovka Vsetín do ČHL
- 1997 ČHL – Utkání hvězd
- 1998 ČHL – Utkání hvězd

## Prvenství
- Debut v ČHL - 16. září 1994 (HC Olomouc proti HC Dadák Vsetín)
- První gól v ČHL - 14. října 1994 (HC Dukla Jihlava proti HC Dadák Vsetín, brankáři Marku Novotnému)
- První asistence v ČHL - 28. října 1994 (HC Dadák Vsetín proti HC Slavia Praha)

## Klubová statistika
| Sezóna       | Klub                       | Soutěž                 |                        | Základní část          | Základní část          | Základní část          | Základní část          | Základní část          |                        | Play off               | Play off               | Play off               | Play off               | Play off               |
| Sezóna       | Klub                       | Soutěž                 | Z                      | G                      | A                      | B                      | TM                     | Z                      | G                      | A                      | B                      | TM                     |                        |                        |
| 1986/1987    | SKA Novosibirsk            | 1.SSSR                 | 36                     | 4                      | 7                      | 11                     | 30                     | —                      | —                      | —                      | —                      | —                      |                        |                        |
| 1988/1989    | Chimik Voskresensk         | SSSR                   | 18                     | 0                      | 3                      | 3                      | 2                      | —                      | —                      | —                      | —                      | —                      |                        |                        |
| 1989/1990    | Chimik Voskresensk         | SSSR                   | 48                     | 6                      | 1                      | 7                      | 34                     | —                      | —                      | —                      | —                      | —                      |                        |                        |
| 1990/1991    | Chimik Voskresensk         | SSSR                   | 43                     | 1                      | 3                      | 4                      | 4                      | —                      | —                      | —                      | —                      | —                      |                        |                        |
| 1991/1992    | Chimik Voskresensk         | RSL                    | 24                     | 0                      | 0                      | 0                      | 6                      | —                      | —                      | —                      | —                      | —                      |                        |                        |
| 1992/1993    | Chimik Voskresensk         | RSL                    | 42                     | 5                      | 7                      | 12                     | 22                     | 2                      | 0                      | 0                      | 0                      | 2                      |                        |                        |
| 1993/1994    | Chimik Voskresensk         | RSL                    | 10                     | 1                      | 1                      | 2                      | 2                      | —                      | —                      | —                      | —                      | —                      |                        |                        |
| 1993/1994    | HC Zbrojovka Vsetín        | 1.ČHL                  | 39                     | 6                      | 11                     | 17                     |                        | —                      | —                      | —                      | —                      | —                      |                        |                        |
| 1994/1995    | HC Dadák Vsetín            | ČHL                    | 55                     | 6                      | 8                      | 14                     | 60                     | —                      | —                      | —                      | —                      | —                      |                        |                        |
| 1995/1996    | HC Petra Vsetín            | ČHL                    | 39                     | 9                      | 13                     | 22                     | 18                     | 13                     | 2                      | 6                      | 8                      | 4                      |                        |                        |
| 1996/1997    | HC Petra Vsetín            | ČHL                    | 45                     | 5                      | 18                     | 23                     | 34                     | 9                      | 3                      | 5                      | 8                      | 10                     |                        |                        |
| 1997/1998    | HC Petra Vsetín            | ČHL                    | 51                     | 4                      | 14                     | 18                     | 60                     | 8                      | 2                      | 1                      | 3                      | 2                      |                        |                        |
| 1998/1999    | HC Slovnaft Vsetín         | ČHL                    | 52                     | 12                     | 18                     | 30                     | 42                     | 12                     | 0                      | 4                      | 4                      | 6                      |                        |                        |
| 1999/2000    | HC Slovnaft Vsetín         | ČHL                    | 48                     | 2                      | 14                     | 16                     | 28                     | 9                      | 1                      | 0                      | 0                      | 2                      |                        |                        |
| 2000/2001    | HC Slovnaft Vsetín         | ČHL                    | 52                     | 6                      | 7                      | 13                     | 24                     | 12                     | 3                      | 1                      | 4                      | 6                      |                        |                        |
| 2001/2002    | Vynechal kvůli zranění     | Vynechal kvůli zranění | Vynechal kvůli zranění | Vynechal kvůli zranění | Vynechal kvůli zranění | Vynechal kvůli zranění | Vynechal kvůli zranění | Vynechal kvůli zranění | Vynechal kvůli zranění | Vynechal kvůli zranění | Vynechal kvůli zranění | Vynechal kvůli zranění | Vynechal kvůli zranění | Vynechal kvůli zranění |
| 2002/2003    | HC Slovnaft Vsetín         | ČHL                    | 42                     | 7                      | 12                     | 19                     | 16                     | 4                      | 0                      | 1                      | 1                      | 0                      |                        |                        |
| 2003/2004    | Vsetínská hokejová         | ČHL                    | 52                     | 7                      | 15                     | 22                     | 50                     | —                      | —                      | —                      | —                      | —                      |                        |                        |
| 2004/2005    | Vsetínská hokejová         | ČHL                    | 47                     | 0                      | 7                      | 7                      | 61                     | —                      | —                      | —                      | —                      | —                      |                        |                        |
| 2005/2006    | Vsetínská hokejová         | ČHL                    | 1                      | 0                      | 0                      | 0                      | 0                      | —                      | —                      | —                      | —                      | —                      |                        |                        |
| 2005/2006    | HC Bobři Valašské Meziříčí | 2.ČHL                  | 22                     | 2                      | 11                     | 13                     | 10                     | 3                      | 1                      | 1                      | 2                      | 0                      |                        |                        |
| 2006/2007    | HC Bobři Valašské Meziříčí | 2.ČHL                  | 25                     | 3                      | 13                     | 16                     | 10                     | —                      | —                      | —                      | —                      | —                      |                        |                        |
| Celkem v ČHL | Celkem v ČHL               | Celkem v ČHL           | 484                    | 58                     | 126                    | 184                    | 393                    | 67                     | 11                     | 18                     | 29                     | 30                     |                        |                        |